# Élections cantonales de 2011 dans le Nord

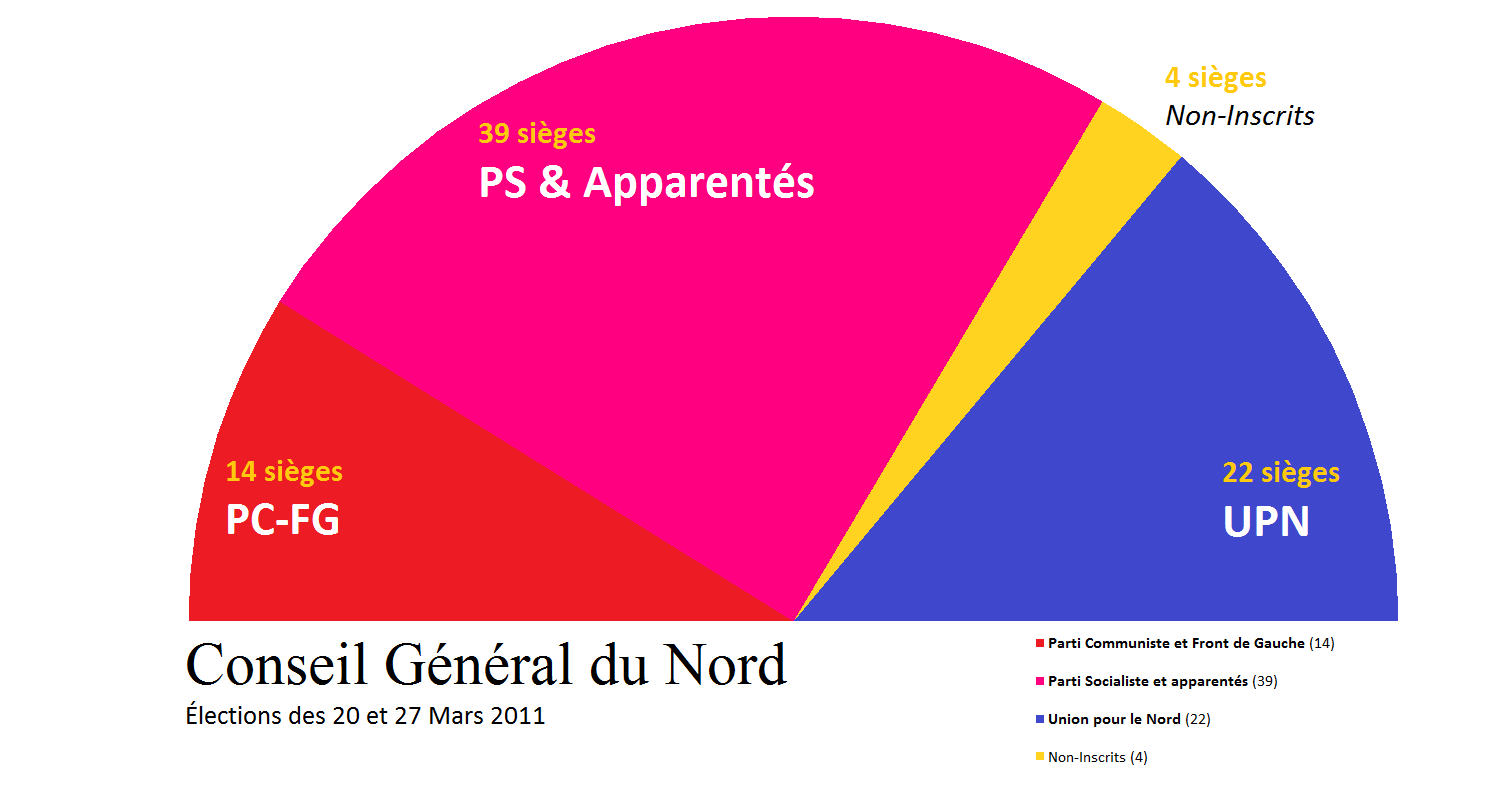
Composition du Conseil général à l'issue de l'élection.

Les élections cantonales ont lieu les 20 et 27 mars 2011.

## Contexte départemental

### Assemblée départementale sortante
Avant les élections, le conseil général du Nord est présidé par Bernard Derosier (PS). Il comprend 79 conseillers généraux issus des 79 cantons du Nord. 40 d'entre eux sont renouvelables lors de ces élections. 
| Parti                             | Sigle | Élus |
| --------------------------------- | ----- | ---- |
| Majorité (58 sièges)              |       |      |
| Parti socialiste                  | PS    | 43   |
| Parti communiste français         | PCF   | 12   |
| Divers gauche                     | DVG   | 3    |
| Opposition (21 sièges)            |       |      |
| Union pour un mouvement populaire | UMP   | 10   |
| Divers droite                     | DVD   | 8    |
| Mouvement démocrate               | MoDem | 2    |
| Nouveau Centre                    | NC    | 1    |
| Président du conseil général      |       |      |
| Bernard Derosier (PS)             |       |      |

## Résultats à l'échelle du département

### Résultats en nombre de sièges
| Parti                              | Sièges mis en jeu | Élus | Évolution |
| ---------------------------------- | ----------------- | ---- | --------- |
| PCF                                | 12                | 14   | +2        |
| PS                                 | 44                | 39   | -4        |
| DVG                                | 3                 | 1    | -2        |
| Mouvement démocrate                | 1                 | 1    | =         |
| Union Pour le Nord (UMP et alliés) | 19                | 23   | +4        |
| Sans étiquette                     | 1                 | 1    | =         |

### Assemblée départementale à l'issue des élections
| Parti                              | Sigle | Élus |
| ---------------------------------- | ----- | ---- |
| Majorité (54 sièges)               |       |      |
| Parti socialiste                   | PS    | 39   |
| Parti communiste / Front de Gauche | PCF   | 14   |
| Divers gauche                      | DVG   | 1    |
| Opposition (25 sièges)             |       |      |
| Union Pour le Nord (UMP et alliés) | UPN   | 23   |
| Mouvement démocrate                | MoDem | 1    |
| Alliance centriste                 | AC    | 1    |
| Sans étiquette                     | SE    | 1    |
| Président du conseil général       |       |      |
| Patrick Kanner (PS)                |       |      |

## Résultats par canton

### Canton d'Arleux
| Candidats      | Candidats          | Étiquette      | Premier tour | Premier tour |
| Candidats      | Candidats          | Étiquette      | Voix         | %            |
| -------------- | ------------------ | -------------- | ------------ | ------------ |
|                | Charles Beauchamp* | FG (PCF)       | 3 577        | 50,81        |
|                | Éric Laisne        | FN             | 1 354        | 19,23        |
|                | Bertrand Six       | UMP            | 899          | 12,77        |
|                | Annick Wibert      | PS             | 631          | 8,96         |
|                | Bruno Vandeville   | MoDem          | 318          | 4,52         |
|                | Bernard Coquelle   | EÉLV           | 261          | 3,71         |
|                |                    |                |              |              |
| Inscrits       | Inscrits           | Inscrits       | 13 889       | 100,00       |
| Abstentions    | Abstentions        | Abstentions    | 6 693        | 48,19        |
| Votants        | Votants            | Votants        | 7 196        | 51,81        |
| Blancs et nuls | Blancs et nuls     | Blancs et nuls | 156          | 2,17         |
| Exprimés       | Exprimés           | Exprimés       | 7 040        | 97,83        |

* sortant

### Canton d'Armentières
| Candidats      | Candidats            | Étiquette      | Premier tour | Premier tour | Second tour | Second tour |
| Candidats      | Candidats            | Étiquette      | Voix         | %            | Voix        | %           |
| -------------- | -------------------- | -------------- | ------------ | ------------ | ----------- | ----------- |
|                | Bernard Haesebroeck* | PS             | 4 984        | 33,69        | 9 369       | 61,20       |
|                | Nathalie Acs         | FN             | 4 036        | 27,28        | 5 939       | 38,80       |
|                | Alain Huyghe         | UMP            | 2 598        | 17,56        |             |             |
|                | Arnaud Marié         | FG (PCF)       | 1 638        | 11,07        |             |             |
|                | Isabelle Canonne     | EÉLV           | 1 537        | 10,39        |             |             |
|                |                      |                |              |              |             |             |
| Inscrits       | Inscrits             | Inscrits       | 38 200       | 100,00       | 38 200      | 100,00      |
| Abstentions    | Abstentions          | Abstentions    | 22 989       | 60,18        | 21 373      | 55,95       |
| Votants        | Votants              | Votants        | 15 211       | 39,82        | 16 827      | 44,05       |
| Blancs et nuls | Blancs et nuls       | Blancs et nuls | 418          | 2,75         | 1 519       | 9,03        |
| Exprimés       | Exprimés             | Exprimés       | 14 793       | 97,25        | 15 308      | 90,97       |

* sortant

### Canton d'Avesnes-sur-Helpe-Nord
| Candidats      | Candidats           | Étiquette      | Premier tour | Premier tour | Second tour | Second tour |
| Candidats      | Candidats           | Étiquette      | Voix         | %            | Voix        | %           |
| -------------- | ------------------- | -------------- | ------------ | ------------ | ----------- | ----------- |
|                | Alain Poyart*       | UMP            | 1 035        | 38,40        | 1 522       | 56,81       |
|                | Sébastien Hausemont | PS             | 531          | 19,70        | 1 157       | 43,19       |
|                | Télésphore Richard  | FN             | 519          | 19,26        |             |             |
|                | Saïd Ghézal         | DVG            | 387          | 14,36        |             |             |
|                | Laurent Payen       | FG (PCF)       | 173          | 6,42         |             |             |
|                | Ghislaine Baudin    | POI            | 50           | 1,86         |             |             |
|                |                     |                |              |              |             |             |
| Inscrits       | Inscrits            | Inscrits       | 6 529        | 100,00       | 6 529       | 100,00      |
| Abstentions    | Abstentions         | Abstentions    | 3 750        | 57,44        | 3 639       | 55,74       |
| Votants        | Votants             | Votants        | 2 779        | 42,56        | 2 890       | 44,26       |
| Blancs et nuls | Blancs et nuls      | Blancs et nuls | 84           | 3,02         | 211         | 7,30        |
| Exprimés       | Exprimés            | Exprimés       | 2 695        | 96,98        | 2 679       | 92,70       |

* sortant

### Canton de Bailleul-Nord-Est
| Candidats      | Candidats           | Étiquette      | Premier tour | Premier tour | Second tour | Second tour |
| Candidats      | Candidats           | Étiquette      | Voix         | %            | Voix        | %           |
| -------------- | ------------------- | -------------- | ------------ | ------------ | ----------- | ----------- |
|                | Michel Vandevoorde* | PS             | 2 465        | 39,96        | 3 427       | 56,95       |
|                | Françoise Hostalier | UMP-PR         | 1 697        | 27,51        | 2 591       | 43,05       |
|                | Didier Lejeune      | FN             | 1 550        | 25,13        |             |             |
|                | Patrick Delfosse    | FG (PCF)       | 457          | 7,41         |             |             |
|                |                     |                |              |              |             |             |
| Inscrits       | Inscrits            | Inscrits       | 14 184       | 100,00       | 14 184      | 100,00      |
| Abstentions    | Abstentions         | Abstentions    | 7 732        | 54,51        | 7 548       | 53,21       |
| Votants        | Votants             | Votants        | 6 452        | 45,49        | 6 636       | 46,79       |
| Blancs et nuls | Blancs et nuls      | Blancs et nuls | 283          | 4,39         | 618         | 9,31        |
| Exprimés       | Exprimés            | Exprimés       | 6 169        | 95,61        | 6 018       | 90,69       |

* sortant

### Canton de Bergues
| Candidats      | Candidats          | Étiquette      | Premier tour | Premier tour | Second tour | Second tour |
| Candidats      | Candidats          | Étiquette      | Voix         | %            | Voix        | %           |
| -------------- | ------------------ | -------------- | ------------ | ------------ | ----------- | ----------- |
|                | André Figoureux    | UMP            | 3 105        | 42,27        | 4 044       | 56,43       |
|                | Jean-Luc Darcourt  | PS             | 1 966        | 26,77        | 3 122       | 43,57       |
|                | Françoise Demarthe | FN             | 1 424        | 19,39        |             |             |
|                | José Szymaniak     | EÉLV           | 707          | 9,63         |             |             |
|                | Mariannick Sailly  | FG (PCF)       | 143          | 1,95         |             |             |
|                |                    |                |              |              |             |             |
| Inscrits       | Inscrits           | Inscrits       | 14 304       | 100,00       | 14 304      | 100,00      |
| Abstentions    | Abstentions        | Abstentions    | 6 759        | 47,25        | 6 630       | 46,35       |
| Votants        | Votants            | Votants        | 7 545        | 52,75        | 7 674       | 53,65       |
| Blancs et nuls | Blancs et nuls     | Blancs et nuls | 200          | 2,65         | 508         | 6,62        |
| Exprimés       | Exprimés           | Exprimés       | 7 345        | 97,35        | 7 166       | 93,38       |

* sortant

### Canton de Bouchain
| Candidats      | Candidats            | Étiquette      | Premier tour | Premier tour | Second tour | Second tour |
| Candidats      | Candidats            | Étiquette      | Voix         | %            | Voix        | %           |
| -------------- | -------------------- | -------------- | ------------ | ------------ | ----------- | ----------- |
|                | Albert Desprès*      | FG (PCF)       | 4 050        | 46,33        | 5 842       | 69,49       |
|                | Johan Chapelain      | FN             | 1 821        | 20,83        | 2 565       | 30,51       |
|                | Ludovic Zientek      | PS             | 1 255        | 14,36        |             |             |
|                | Jacques-Pierre Boltz | DVD            | 1 054        | 12,06        |             |             |
|                | Michel Moreau        | EÉLV           | 562          | 6,43         |             |             |
|                |                      |                |              |              |             |             |
| Inscrits       | Inscrits             | Inscrits       | 19 108       | 100,00       | 19 108      | 100,00      |
| Abstentions    | Abstentions          | Abstentions    | 9 873        | 51,67        | 10 157      | 53,16       |
| Votants        | Votants              | Votants        | 9 235        | 48,33        | 8 951       | 46,84       |
| Blancs et nuls | Blancs et nuls       | Blancs et nuls | 493          | 5,34         | 544         | 6,08        |
| Exprimés       | Exprimés             | Exprimés       | 8 742        | 94,66        | 8 407       | 93,92       |

* sortant

### Canton de Cambrai-Est
| Candidats      | Candidats         | Étiquette      | Premier tour | Premier tour | Second tour | Second tour |
| Candidats      | Candidats         | Étiquette      | Voix         | %            | Voix        | %           |
| -------------- | ----------------- | -------------- | ------------ | ------------ | ----------- | ----------- |
|                | Nicolas Siegler   | SE             | 2 039        | 28,44        | 3 640       | 54,65       |
|                | Brigitte Guidez*  | PS             | 1 409        | 19,65        | 3 020       | 45,35       |
|                | Paul Lamoitier    | FN             | 1 350        | 18,83        |             |             |
|                | Patrice Ego       | FG (PCF)       | 788          | 10,99        |             |             |
|                | Sylvain Tranoy    | MoDem          | 676          | 9,43         |             |             |
|                | Marc Derasse      | UMP            | 476          | 6,64         |             |             |
|                | Bernard Cuvillier | EÉLV           | 432          | 6,03         |             |             |
|                |                   |                |              |              |             |             |
| Inscrits       | Inscrits          | Inscrits       | 16 970       | 100,00       | 16 970      | 100,00      |
| Abstentions    | Abstentions       | Abstentions    | 9 601        | 56,58        | 9 683       | 57,06       |
| Votants        | Votants           | Votants        | 7 369        | 43,42        | 7 287       | 42,94       |
| Blancs et nuls | Blancs et nuls    | Blancs et nuls | 199          | 2,70         | 627         | 8,60        |
| Exprimés       | Exprimés          | Exprimés       | 7 170        | 97,30        | 6 660       | 91,40       |

* sortant

### Canton de Carnières
| Candidats      | Candidats            | Étiquette      | Premier tour | Premier tour | Second tour | Second tour |
| Candidats      | Candidats            | Étiquette      | Voix         | %            | Voix        | %           |
| -------------- | -------------------- | -------------- | ------------ | ------------ | ----------- | ----------- |
|                | Delphine Bataille*   | PS             | 2 515        | 35,31        | 4 283       | 62,94       |
|                | Mathieu Lamand       | FN             | 1 650        | 23,16        | 2 522       | 37,06       |
|                | Agnès Béranger       | SE             | 1 116        | 15,67        |             |             |
|                | Alexandre Basquin    | FG (PCF)       | 1 100        | 15,44        |             |             |
|                | Jean-Raymond Wattiez | EÉLV           | 492          | 6,91         |             |             |
|                | Thierry Walemme      | MoDem          | 250          | 3,51         |             |             |
|                |                      |                |              |              |             |             |
| Inscrits       | Inscrits             | Inscrits       | 14 292       | 100,00       | 14 290      | 100,00      |
| Abstentions    | Abstentions          | Abstentions    | 6 994        | 48,94        | 6 810       | 47,66       |
| Votants        | Votants              | Votants        | 7 298        | 51,06        | 7 480       | 52,34       |
| Blancs et nuls | Blancs et nuls       | Blancs et nuls | 175          | 2,40         | 675         | 9,02        |
| Exprimés       | Exprimés             | Exprimés       | 7 123        | 97,60        | 6 805       | 90,98       |

* sortant

### Canton de Cassel
| Candidats      | Candidats                 | Étiquette      | Premier tour | Premier tour | Second tour | Second tour |
| Candidats      | Candidats                 | Étiquette      | Voix         | %            | Voix        | %           |
| -------------- | ------------------------- | -------------- | ------------ | ------------ | ----------- | ----------- |
|                | René Decodts*             | PS             | 1 653        | 39,10        | 2 102       | 47,43       |
|                | Stéphane Dieusart         | UMP            | 1 567        | 37,06        | 2 330       | 52,57       |
|                | Ghislaine Vancauwenberghe | FN             | 643          | 15,21        |             |             |
|                | Alain Tredez              | EÉLV           | 260          | 6,15         |             |             |
|                | Sophie Turlure            | FG (PCF)       | 105          | 2,48         |             |             |
|                |                           |                |              |              |             |             |
| Inscrits       | Inscrits                  | Inscrits       | 7 684        | 100,00       | 7 686       | 100,00      |
| Abstentions    | Abstentions               | Abstentions    | 3 363        | 43,77        | 3 042       | 39,58       |
| Votants        | Votants                   | Votants        | 4 321        | 56,23        | 4 644       | 60,42       |
| Blancs et nuls | Blancs et nuls            | Blancs et nuls | 93           | 2,15         | 212         | 4,57        |
| Exprimés       | Exprimés                  | Exprimés       | 4 228        | 97,85        | 4 432       | 95,43       |

* sortant

### Canton du Cateau-Cambrésis
| Candidats      | Candidats              | Étiquette      | Premier tour | Premier tour | Second tour | Second tour |
| Candidats      | Candidats              | Étiquette      | Voix         | %            | Voix        | %           |
| -------------- | ---------------------- | -------------- | ------------ | ------------ | ----------- | ----------- |
|                | Laurent Coulon*        | PS             | 2 848        | 47,20        | 3 982       | 67,27       |
|                | Michel Hennequart      | UMP            | 1 445        | 23,95        | 1 937       | 32,73       |
|                | Pascal Bultez          | FN             | 1 206        | 19,99        |             |             |
|                | Jean-Paul Burlion      | FG (PCF)       | 310          | 5,14         |             |             |
|                | Chantal Malpaux-Dupont | EÉLV           | 225          | 3,73         |             |             |
|                |                        |                |              |              |             |             |
| Inscrits       | Inscrits               | Inscrits       | 12 136       | 100,00       | 12 137      | 100,00      |
| Abstentions    | Abstentions            | Abstentions    | 5 895        | 48,57        | 5 816       | 47,92       |
| Votants        | Votants                | Votants        | 6 241        | 51,43        | 6 321       | 52,08       |
| Blancs et nuls | Blancs et nuls         | Blancs et nuls | 207          | 3,32         | 402         | 6,36        |
| Exprimés       | Exprimés               | Exprimés       | 6 034        | 96,68        | 5 919       | 93,64       |

* sortant

### Canton de Condé-sur-l'Escaut
| Candidats      | Candidats             | Étiquette      | Premier tour | Premier tour | Second tour | Second tour |
| Candidats      | Candidats             | Étiquette      | Voix         | %            | Voix        | %           |
| -------------- | --------------------- | -------------- | ------------ | ------------ | ----------- | ----------- |
|                | Serge Van Der Hoeven* | FG (PCF)       | 3 331        | 30,39        | 6 674       | 57,98       |
|                | Marie-Paule Federbe   | FN             | 3 076        | 28,06        | 4 837       | 42,02       |
|                | Jacques Schneider     | UMP            | 2 519        | 22,98        |             |             |
|                | Lahcen Boudjoudi      | PS             | 1 363        | 12,43        |             |             |
|                | Janine Lecaille       | EÉLV           | 673          | 6,14         |             |             |
|                |                       |                |              |              |             |             |
| Inscrits       | Inscrits              | Inscrits       | 30 877       | 100,00       | 30 876      | 100,00      |
| Abstentions    | Abstentions           | Abstentions    | 19 612       | 63,52        | 18 485      | 59,87       |
| Votants        | Votants               | Votants        | 11 265       | 36,48        | 12 391      | 40,13       |
| Blancs et nuls | Blancs et nuls        | Blancs et nuls | 303          | 2,69         | 880         | 7,10        |
| Exprimés       | Exprimés              | Exprimés       | 10 962       | 97,31        | 11 511      | 92,90       |

* sortant

### Canton de Coudekerque-Branche
| Candidats      | Candidats                 | Étiquette      | Premier tour | Premier tour | Second tour | Second tour |
| Candidats      | Candidats                 | Étiquette      | Voix         | %            | Voix        | %           |
| -------------- | ------------------------- | -------------- | ------------ | ------------ | ----------- | ----------- |
|                | Joël Carbon*              | PS             | 5 106        | 36,78        | 9 246       | 64,15       |
|                | Sandra Kaz                | FN             | 3 388        | 24,40        | 5 166       | 35,85       |
|                | Claudine Ducellier        | EÉLV           | 1 375        | 9,90         |             |             |
|                | Alexandre Distanti        | UMP            | 1 098        | 7,91         |             |             |
|                | Michel Delbar             | SE             | 1 019        | 7,34         |             |             |
|                | Gaëtan Lacassaigne        | FG (PCF)       | 664          | 4,78         |             |             |
|                | Marie-Colette Yana-Pladys | MoDem          | 659          | 4,75         |             |             |
|                | Véronique de Miribel      | DVD            | 575          | 4,14         |             |             |
|                |                           |                |              |              |             |             |
| Inscrits       | Inscrits                  | Inscrits       | 33 563       | 100,00       | 33 563      | 100,00      |
| Abstentions    | Abstentions               | Abstentions    | 19 235       | 57,31        | 17 942      | 53,46       |
| Votants        | Votants                   | Votants        | 14 328       | 42,69        | 15 621      | 46,54       |
| Blancs et nuls | Blancs et nuls            | Blancs et nuls | 444          | 3,10         | 1 209       | 7,74        |
| Exprimés       | Exprimés                  | Exprimés       | 13 884       | 96,90        | 14 412      | 92,26       |

* sortant

### Canton de Cysoing
| Candidats      | Candidats          | Étiquette      | Premier tour | Premier tour | Second tour | Second tour |
| Candidats      | Candidats          | Étiquette      | Voix         | %            | Voix        | %           |
| -------------- | ------------------ | -------------- | ------------ | ------------ | ----------- | ----------- |
|                | Luc Monnet*        | UMP            | 4 190        | 43,62        | 6 631       | 72,43       |
|                | Annie Lemahieu     | FN             | 1 843        | 19,19        | 2 524       | 27,57       |
|                | Patrick Gabriel    | PRG            | 1 772        | 18,45        |             |             |
|                | Maryse Faber-Rossi | EÉLV           | 1 166        | 12,14        |             |             |
|                | Liliane Mortier    | FG             | 635          | 6,61         |             |             |
|                |                    |                |              |              |             |             |
| Inscrits       | Inscrits           | Inscrits       | 21 384       | 100,00       | 21 385      | 100,00      |
| Abstentions    | Abstentions        | Abstentions    | 11 546       | 53,99        | 11 125      | 52,02       |
| Votants        | Votants            | Votants        | 9 838        | 46,01        | 10 260      | 47,98       |
| Blancs et nuls | Blancs et nuls     | Blancs et nuls | 232          | 2,36         | 1 105       | 10,77       |
| Exprimés       | Exprimés           | Exprimés       | 9 606        | 97,64        | 9 155       | 89,23       |

* sortant

### Canton de Douai-Nord-Est
| Candidats      | Candidats           | Étiquette      | Premier tour | Premier tour | Second tour | Second tour |
| Candidats      | Candidats           | Étiquette      | Voix         | %            | Voix        | %           |
| -------------- | ------------------- | -------------- | ------------ | ------------ | ----------- | ----------- |
|                | Érick Charton*      | PS             | 2 749        | 30,40        | 5 873       | 61,78       |
|                | Stéphanie Koca      | FN             | 2 505        | 27,70        | 3 633       | 38,22       |
|                | Freddy Kaczmarek    | FG (PCF)       | 2 041        | 22,57        |             |             |
|                | Cécile Philippet    | UMP            | 775          | 8,57         |             |             |
|                | Jackie Avenel       | EÉLV           | 519          | 5,74         |             |             |
|                | Djamel Boutechiche  | DVG            | 308          | 3,41         |             |             |
|                | Christophe Bataille | LGM            | 145          | 1,60         |             |             |
|                |                     |                |              |              |             |             |
| Inscrits       | Inscrits            | Inscrits       | 22 673       | 100,00       | 22 673      | 100,00      |
| Abstentions    | Abstentions         | Abstentions    | 13 401       | 59,11        | 12 614      | 55,63       |
| Votants        | Votants             | Votants        | 9 272        | 40,89        | 10 059      | 44,37       |
| Blancs et nuls | Blancs et nuls      | Blancs et nuls | 230          | 2,48         | 553         | 5,50        |
| Exprimés       | Exprimés            | Exprimés       | 9 042        | 97,52        | 9 506       | 94,50       |

* sortant

### Canton de Douai-Sud
| Candidats      | Candidats             | Étiquette      | Premier tour | Premier tour | Second tour | Second tour |
| Candidats      | Candidats             | Étiquette      | Voix         | %            | Voix        | %           |
| -------------- | --------------------- | -------------- | ------------ | ------------ | ----------- | ----------- |
|                | Alain Bruneel         | FG (PCF)       | 4 069        | 28,72        | 7 801       | 100,00      |
|                | Jean-Michel Szatny    | PS             | 3 595        | 25,38        |             |             |
|                | Gérard Gaulard        | FN             | 3 305        | 23,33        |             |             |
|                | Bruno Bufquin         | UMP            | 1 533        | 10,82        |             |             |
|                | Marie-Andrée Coquelle | EÉLV           | 1 068        | 7,54         |             |             |
|                | Michaël Dozière       | SE             | 422          | 2,98         |             |             |
|                | Youcef Lannabi        | MoDem          | 175          | 1,24         |             |             |
|                |                       |                |              |              |             |             |
| Inscrits       | Inscrits              | Inscrits       | 36 278       | 100,00       | 36 278      | 100,00      |
| Abstentions    | Abstentions           | Abstentions    | 21 759       | 59,98        | 25 364      | 69,92       |
| Votants        | Votants               | Votants        | 14 519       | 40,02        | 10 914      | 30,08       |
| Blancs et nuls | Blancs et nuls        | Blancs et nuls | 352          | 2,42         | 3 1131 080  | 28,52       |
| Exprimés       | Exprimés              | Exprimés       | 14 167       | 97,58        | 7 801       | 71,48       |

* sortant

### Canton de Dunkerque-Est
| Candidats      | Candidats           | Étiquette      | Premier tour | Premier tour | Second tour | Second tour |
| Candidats      | Candidats           | Étiquette      | Voix         | %            | Voix        | %           |
| -------------- | ------------------- | -------------- | ------------ | ------------ | ----------- | ----------- |
|                | Alain Vanwaefelghem | PS             | 3 969        | 31,96        | 6 676       | 53,22       |
|                | Édith Varet         | UMP            | 3 439        | 27,69        | 5 867       | 46,78       |
|                | Bertrand Meurisse   | FN             | 2 714        | 21,86        |             |             |
|                | Evelyne Lelieur     | EÉLV           | 1 316        | 10,60        |             |             |
|                | Paul Christophe     | DVD            | 530          | 4,27         |             |             |
|                | Delphine Castelli   | FG (PCF)       | 450          | 3,62         |             |             |
|                |                     |                |              |              |             |             |
| Inscrits       | Inscrits            | Inscrits       | 28 666       | 100,00       | 28 666      | 100,00      |
| Abstentions    | Abstentions         | Abstentions    | 15 908       | 55,49        | 15 158      | 52,88       |
| Votants        | Votants             | Votants        | 12 758       | 44,51        | 13 508      | 47,12       |
| Blancs et nuls | Blancs et nuls      | Blancs et nuls | 340          | 2,66         | 965         | 7,14        |
| Exprimés       | Exprimés            | Exprimés       | 12 418       | 97,34        | 2 543       | 92,86       |

* sortant

### Canton de Grande-Synthe
| Candidats      | Candidats         | Étiquette       | Premier tour | Premier tour | Second tour | Second tour |
| Candidats      | Candidats         | Étiquette       | Voix         | %            | Voix        | %           |
| -------------- | ----------------- | --------------- | ------------ | ------------ | ----------- | ----------- |
|                | Roméo Ragazzo*    | PS              | 3 706        | 43,96        | 5 945       | 63,25       |
|                | Pierre Bonnet     | FN              | 2 767        | 32,82        | 3 454       | 36,75       |
|                | Féthi Riah        | DVD             | 628          | 7,45         |             |             |
|                | Agnès Evrard      | EÉLV            | 565          | 6,70         |             |             |
|                | Dany Wallyn       | FG (PCF)        | 428          | 5,08         |             |             |
|                | Jean-Claude Moret | Les Alternatifs | 205          | 2,43         |             |             |
|                | François Pizarek  | POI             | 131          | 1,55         |             |             |
|                |                   |                 |              |              |             |             |
| Inscrits       | Inscrits          | Inscrits        | 23 123       | 100,00       | 23 123      | 100,00      |
| Abstentions    | Abstentions       | Abstentions     | 14 375       | 62,17        | 13 310      | 57,56       |
| Votants        | Votants           | Votants         | 8 748        | 37,83        | 9 813       | 42,44       |
| Blancs et nuls | Blancs et nuls    | Blancs et nuls  | 318          | 3,64         | 414         | 4,22        |
| Exprimés       | Exprimés          | Exprimés        | 8 430        | 96,36        | 9 399       | 95,78       |

* sortant

### Canton de Gravelines
| Candidats      | Candidats           | Étiquette      | Premier tour | Premier tour |
| Candidats      | Candidats           | Étiquette      | Voix         | %            |
| -------------- | ------------------- | -------------- | ------------ | ------------ |
|                | Bertrand Ringot     | PS             | 5 347        | 61,12        |
|                | Chantal Denis       | FN             | 2 101        | 24,02        |
|                | Maria Alvarez       | DVD            | 530          | 6,06         |
|                | Jacqueline Poignant | EÉLV           | 463          | 5,29         |
|                | David Thiébaut      | FG (PCF)       | 307          | 3,51         |
|                |                     |                |              |              |
| Inscrits       | Inscrits            | Inscrits       | 18 795       | 100,00       |
| Abstentions    | Abstentions         | Abstentions    | 9 792        | 52,10        |
| Votants        | Votants             | Votants        | 9 003        | 47,90        |
| Blancs et nuls | Blancs et nuls      | Blancs et nuls | 255          | 2,83         |
| Exprimés       | Exprimés            | Exprimés       | 8 748        | 97,17        |

### Canton d'Hazebrouck-Nord
| Candidats      | Candidats              | Étiquette      | Premier tour | Premier tour | Second tour | Second tour |
| Candidats      | Candidats              | Étiquette      | Voix         | %            | Voix        | %           |
| -------------- | ---------------------- | -------------- | ------------ | ------------ | ----------- | ----------- |
|                | Jean-Pierre Allossery* | PS             | 3 566        | 43,89        | 4 738       | 59,46       |
|                | Jean-Pierre Feramus    | UMP            | 2 446        | 30,11        | 3 231       | 40,54       |
|                | Pascal Prince          | FN             | 1 679        | 20,67        |             |             |
|                | Béatrice Veit          | FG (PCF)       | 433          | 5,33         |             |             |
|                |                        |                |              |              |             |             |
| Inscrits       | Inscrits               | Inscrits       | 18 509       | 100,00       | 18 508      | 100,00      |
| Abstentions    | Abstentions            | Abstentions    | 10 131       | 54,74        | 9 989       | 53,97       |
| Votants        | Votants                | Votants        | 8 378        | 45,26        | 8 519       | 46,03       |
| Blancs et nuls | Blancs et nuls         | Blancs et nuls | 254          | 3,03         | 550         | 6,46        |
| Exprimés       | Exprimés               | Exprimés       | 8 124        | 96,97        | 7 969       | 93,54       |

* sortant

### Canton de Landrecies
| Candidats      | Candidats      | Étiquette      | Premier tour | Premier tour | Second tour | Second tour |
| Candidats      | Candidats      | Étiquette      | Voix         | %            | Voix        | %           |
| -------------- | -------------- | -------------- | ------------ | ------------ | ----------- | ----------- |
|                | Bernard Delva  | UMP            | 1 565        | 38,59        | 2 196       | 50,41       |
|                | Didier Leblond | PS             | 1 404        | 34,62        | 2 160       | 49,59       |
|                | Gilles Duplouy | FN             | 812          | 20,02        |             |             |
|                | Bruno Baillon  | FG (PCF)       | 274          | 6,76         |             |             |
|                |                |                |              |              |             |             |
| Inscrits       | Inscrits       | Inscrits       | 8 198        | 100,00       | 8 198       | 100,00      |
| Abstentions    | Abstentions    | Abstentions    | 3 989        | 48,66        | 3 555       | 43,36       |
| Votants        | Votants        | Votants        | 4 209        | 51,34        | 4 643       | 56,64       |
| Blancs et nuls | Blancs et nuls | Blancs et nuls | 154          | 3,66         | 287         | 6,18        |
| Exprimés       | Exprimés       | Exprimés       | 4 055        | 96,34        | 4 356       | 93,82       |

### Canton de Lannoy
| Candidats      | Candidats         | Étiquette      | Premier tour | Premier tour | Second tour | Second tour |
| Candidats      | Candidats         | Étiquette      | Voix         | %            | Voix        | %           |
| -------------- | ----------------- | -------------- | ------------ | ------------ | ----------- | ----------- |
|                | Joëlle Cottenye   | NC             | 6 001        | 31,47        | 10 206      | 52,99       |
|                | Jocya Vancoillie* | PS             | 5 321        | 27,90        | 9 055       | 47,01       |
|                | Sylvie Goddyn     | FN             | 4 773        | 25,03        |             |             |
|                | Annette Rimbert   | EÉLV           | 1 987        | 10,42        |             |             |
|                | Laurent Cauterman | FG (PCF)       | 989          | 5,19         |             |             |
|                |                   |                |              |              |             |             |
| Inscrits       | Inscrits          | Inscrits       | 48 783       | 100,00       | 48 783      | 100,00      |
| Abstentions    | Abstentions       | Abstentions    | 29 287       | 60,04        | 28 054      | 57,51       |
| Votants        | Votants           | Votants        | 19 496       | 39,96        | 20 729      | 42,49       |
| Blancs et nuls | Blancs et nuls    | Blancs et nuls | 425          | 2,18         | 1468        | 7,08        |
| Exprimés       | Exprimés          | Exprimés       | 19 071       | 97,82        | 19 261      | 92,92       |

* sortant

### Canton de Lille-Est
| Candidats      | Candidats                | Étiquette      | Premier tour | Premier tour | Second tour | Second tour |
| Candidats      | Candidats                | Étiquette      | Voix         | %            | Voix        | %           |
| -------------- | ------------------------ | -------------- | ------------ | ------------ | ----------- | ----------- |
|                | Frédéric Marchand        | PS             | 2 269        | 36,74        | 4 843       | 71,40       |
|                | Jean-Rémy Dumesnil       | FN             | 1 358        | 21,99        | 1 940       | 28,60       |
|                | Geneviève Cresson        | EÉLV           | 1 060        | 17,17        |             |             |
|                | Roger Maly               | FG (PCF)       | 754          | 12,21        |             |             |
|                | Caroline Boisard-Vannier | UMP            | 638          | 10,33        |             |             |
|                | Françoise Gerber         | POI            | 96           | 1,55         |             |             |
|                |                          |                |              |              |             |             |
| Inscrits       | Inscrits                 | Inscrits       | 18 398       | 100,00       | 18 399      | 100,00      |
| Abstentions    | Abstentions              | Abstentions    | 12 073       | 65,62        | 11 199      | 60,87       |
| Votants        | Votants                  | Votants        | 6 325        | 34,38        | 7 200       | 39,13       |
| Blancs et nuls | Blancs et nuls           | Blancs et nuls | 150          | 2,37         | 417         | 5,79        |
| Exprimés       | Exprimés                 | Exprimés       | 6 175        | 97,63        | 6 783       | 94,21       |

### Canton de Lille-Nord-Est
| Candidats      | Candidats           | Étiquette      | Premier tour | Premier tour | Second tour | Second tour |
| Candidats      | Candidats           | Étiquette      | Voix         | %            | Voix        | %           |
| -------------- | ------------------- | -------------- | ------------ | ------------ | ----------- | ----------- |
|                | Alexandra Lechner   | PS             | 3 315        | 32,73        | 7 674       | 71,29       |
|                | Pascale Vaneuil     | FN             | 2 041        | 20,15        | 3 091       | 28,71       |
|                | Jérôme Garcia       | UMP            | 1 799        | 17,76        |             |             |
|                | Christiane Bouchart | EÉLV           | 1 774        | 17,52        |             |             |
|                | Sylviane Delacroix  | FG (PCF)       | 735          | 7,26         |             |             |
|                | Frédéric Lambin     | MoDem          | 464          | 4,58         |             |             |
|                |                     |                |              |              |             |             |
| Inscrits       | Inscrits            | Inscrits       | 29 928       | 100,00       | 29 928      | 100,00      |
| Abstentions    | Abstentions         | Abstentions    | 19 609       | 65,52        | 18 225      | 60,90       |
| Votants        | Votants             | Votants        | 10 319       | 34,48        | 11 703      | 39,10       |
| Blancs et nuls | Blancs et nuls      | Blancs et nuls | 191          | 1,85         | 938         | 8,02        |
| Exprimés       | Exprimés            | Exprimés       | 10 128       | 98,15        | 10 765      | 91,98       |

* sortant

### Canton de Lille-Sud-Est
| Candidats      | Candidats           | Étiquette      | Premier tour | Premier tour | Second tour | Second tour |
| Candidats      | Candidats           | Étiquette      | Voix         | %            | Voix        | %           |
| -------------- | ------------------- | -------------- | ------------ | ------------ | ----------- | ----------- |
|                | Marc Godefroy*      | PS             | 4 073        | 34,91        | 8 110       | 67,47       |
|                | Éric Dillies        | FN             | 2 845        | 24,39        | 3 910       | 32,53       |
|                | Hervé-Marie Morelle | UMP            | 1 885        | 16,16        |             |             |
|                | Stéphanie Bocquet   | EÉLV           | 1 805        | 15,47        |             |             |
|                | Ugo Bernalicis      | FG (PCF)       | 1 058        | 9,07         |             |             |
|                |                     |                |              |              |             |             |
| Inscrits       | Inscrits            | Inscrits       | 30 821       | 100,00       | 30 821      | 100,00      |
| Abstentions    | Abstentions         | Abstentions    | 18 899       | 61,32        | 17 673      | 57,34       |
| Votants        | Votants             | Votants        | 11 922       | 38,68        | 13 148      | 42,66       |
| Blancs et nuls | Blancs et nuls      | Blancs et nuls | 256          | 2,15         | 1 128       | 8,58        |
| Exprimés       | Exprimés            | Exprimés       | 11 666       | 97,85        | 12 020      | 91,42       |

* sortant

### Canton de Lille-Sud-Ouest
| Candidats      | Candidats         | Étiquette       | Premier tour | Premier tour | Second tour | Second tour |
| Candidats      | Candidats         | Étiquette       | Voix         | %            | Voix        | %           |
| -------------- | ----------------- | --------------- | ------------ | ------------ | ----------- | ----------- |
|                | Patrick Kanner*   | PS              | 2 660        | 41,65        | 4 443       | 68,40       |
|                | François Kinget   | UMP             | 1 209        | 18,93        | 2 053       | 31,60       |
|                | Éliane Coolzaet   | FN              | 1 134        | 17,76        |             |             |
|                | Thibault Gheysens | EÉLV            | 814          | 12,75        |             |             |
|                | Hugo Vandamme     | FG (PCF)        | 431          | 6,75         |             |             |
|                | Claude Vignier    | Les Alternatifs | 138          | 2,16         |             |             |
|                |                   |                 |              |              |             |             |
| Inscrits       | Inscrits          | Inscrits        | 20 941       | 100,00       | 20 942      | 100,00      |
| Abstentions    | Abstentions       | Abstentions     | 14 441       | 68,96        | 14 034      | 67,01       |
| Votants        | Votants           | Votants         | 6 500        | 31,04        | 6 908       | 32,99       |
| Blancs et nuls | Blancs et nuls    | Blancs et nuls  | 114          | 1,75         | 412         | 5,96        |
| Exprimés       | Exprimés          | Exprimés        | 6 386        | 98,25        | 6 496       | 94,04       |

* sortant

### Canton de Maubeuge-Sud
| Candidats      | Candidats               | Étiquette      | Premier tour | Premier tour | Second tour | Second tour |
| Candidats      | Candidats               | Étiquette      | Voix         | %            | Voix        | %           |
| -------------- | ----------------------- | -------------- | ------------ | ------------ | ----------- | ----------- |
|                | Louis-Armand De Bejarry | FN             | 2 611        | 29,58        | 3 743       | 39,43       |
|                | Philippe Dronsart       | PS             | 2 585        | 29,29        | 5 750       | 60,57       |
|                | Annick Mattighello      | FG (PCF)       | 2 115        | 23,96        |             |             |
|                | Jean-Philippe Delbart   | UMP            | 1 121        | 12,70        |             |             |
|                | Nadir Saifi             | EÉLV           | 394          | 4,46         |             |             |
|                |                         |                |              |              |             |             |
| Inscrits       | Inscrits                | Inscrits       | 24 053       | 100,00       | 24 050      | 100,00      |
| Abstentions    | Abstentions             | Abstentions    | 15 012       | 62,41        | 13 927      | 57,91       |
| Votants        | Votants                 | Votants        | 9 041        | 37,59        | 10 123      | 42,09       |
| Blancs et nuls | Blancs et nuls          | Blancs et nuls | 215          | 2,38         | 630         | 6,22        |
| Exprimés       | Exprimés                | Exprimés       | 8 826        | 97,62        | 9 493       | 93,78       |

* sortant

### Canton de Pont-à-Marcq
| Candidats      | Candidats               | Étiquette      | Premier tour | Premier tour | Second tour | Second tour |
| Candidats      | Candidats               | Étiquette      | Voix         | %            | Voix        | %           |
| -------------- | ----------------------- | -------------- | ------------ | ------------ | ----------- | ----------- |
|                | Luc Foutry              | UMP            | 3 413        | 28,47        | 5 881       | 48,46       |
|                | Jean-Marie Ruant        | PS             | 3 358        | 28,01        | 6 254       | 51,54       |
|                | Christian Lemahieu      | FN             | 2 876        | 23,99        |             |             |
|                | Alain Randour           | EÉLV           | 1 497        | 12,49        |             |             |
|                | Benjamin Vandekherkhove | FG (PCF)       | 687          | 5,73         |             |             |
|                | Jean-Claude Delforge    | GM             | 158          | 1,32         |             |             |
|                |                         |                |              |              |             |             |
| Inscrits       | Inscrits                | Inscrits       | 29 096       | 100,00       | 29 035      | 100,00      |
| Abstentions    | Abstentions             | Abstentions    | 16 847       | 57,90        | 15929       | 54,86       |
| Votants        | Votants                 | Votants        | 12 249       | 42,10        | 13 106      | 45,14       |
| Blancs et nuls | Blancs et nuls          | Blancs et nuls | 260          | 2,12         | 971         | 7,41        |
| Exprimés       | Exprimés                | Exprimés       | 11 989       | 97,88        | 12 135      | 92,59       |

* sortant

### Canton du Quesnoy-Est
| Candidats      | Candidats        | Étiquette      | Premier tour | Premier tour | Second tour | Second tour |
| Candidats      | Candidats        | Étiquette      | Voix         | %            | Voix        | %           |
| -------------- | ---------------- | -------------- | ------------ | ------------ | ----------- | ----------- |
|                | Michel Manesse*  | PS             | 1 548        | 38,31        | 2 361       | 59,37       |
|                | Guislain Cambier | UMP            | 1 076        | 26,63        | 1 616       | 40,63       |
|                | Michel Meunier   | FN             | 703          | 17,40        |             |             |
|                | Guy Facq         | FG (PCF)       | 369          | 9,13         |             |             |
|                | Laurent Bernier  | EÉLV           | 345          | 8,54         |             |             |
|                |                  |                |              |              |             |             |
| Inscrits       | Inscrits         | Inscrits       | 8 947        | 100,00       | 8 947       | 100,00      |
| Abstentions    | Abstentions      | Abstentions    | 4 814        | 53,81        | 4 740       | 52,98       |
| Votants        | Votants          | Votants        | 4 133        | 46,19        | 4 207       | 47,02       |
| Blancs et nuls | Blancs et nuls   | Blancs et nuls | 92           | 2,23         | 230         | 5,47        |
| Exprimés       | Exprimés         | Exprimés       | 4 041        | 97,77        | 3 977       | 94,53       |

* sortant

### Canton de Roubaix-Centre
| Candidats      | Candidats          | Étiquette      | Premier tour | Premier tour | Second tour | Second tour |
| Candidats      | Candidats          | Étiquette      | Voix         | %            | Voix        | %           |
| -------------- | ------------------ | -------------- | ------------ | ------------ | ----------- | ----------- |
|                | Renaud Tardy       | PS             | 1 601        | 28,55        | 4 160       | 64,25       |
|                | Françoise Coolzaet | FN             | 1 564        | 27,89        | 2 315       | 35,75       |
|                | Guillaume Delbar   | UMP            | 1 206        | 21,51        |             |             |
|                | Ali Rahni          | EÉLV           | 733          | 13,07        |             |             |
|                | Valérie Pringuez   | FG             | 290          | 5,17         |             |             |
|                | Rachid Rizoug      | EXG            | 213          | 3,80         |             |             |
|                |                    |                |              |              |             |             |
| Inscrits       | Inscrits           | Inscrits       | 20 340       | 100,00       | 20 342      | 100,00      |
| Abstentions    | Abstentions        | Abstentions    | 14 606       | 71,81        | 13 278      | 65,27       |
| Votants        | Votants            | Votants        | 5 734        | 28,19        | 7 064       | 34,73       |
| Blancs et nuls | Blancs et nuls     | Blancs et nuls | 127          | 2,21         | 589         | 8,34        |
| Exprimés       | Exprimés           | Exprimés       | 5 607        | 97,79        | 6 475       | 91,66       |

* sortant

### Canton de Roubaix-Est
| Candidats      | Candidats         | Étiquette      | Premier tour | Premier tour | Second tour | Second tour |
| Candidats      | Candidats         | Étiquette      | Voix         | %            | Voix        | %           |
| -------------- | ----------------- | -------------- | ------------ | ------------ | ----------- | ----------- |
|                | Mehdi Massrour    | PS             | 1 887        | 36,10        | 3 982       | 61,12       |
|                | Kévin Sorret      | FN             | 1 768        | 33,82        | 2 533       | 38,88       |
|                | Arnaud Vanhell    | UMP            | 680          | 13,01        |             |             |
|                | Thierry Siwik     | EÉLV           | 518          | 9,91         |             |             |
|                | Jean-Marie Duriez | FG (PCF)       | 374          | 7,16         |             |             |
|                |                   |                |              |              |             |             |
| Inscrits       | Inscrits          | Inscrits       | 19 750       | 100,00       | 19 750      | 100,00      |
| Abstentions    | Abstentions       | Abstentions    | 14 384       | 72,83        | 12 875      | 65,19       |
| Votants        | Votants           | Votants        | 5 366        | 27,17        | 6 875       | 34,81       |
| Blancs et nuls | Blancs et nuls    | Blancs et nuls | 139          | 2,59         | 360         | 5,24        |
| Exprimés       | Exprimés          | Exprimés       | 5 227        | 97,41        | 6 515       | 94,76       |

* sortant

### Canton de Saint-Amand-les-Eaux-Rive droite
| Candidats      | Candidats              | Étiquette      | Premier tour | Premier tour | Second tour | Second tour |
| Candidats      | Candidats              | Étiquette      | Voix         | %            | Voix        | %           |
| -------------- | ---------------------- | -------------- | ------------ | ------------ | ----------- | ----------- |
|                | Aymeric Robin          | FG (PCF)       | 4 027        | 47,78        | 6 267       | 70,11       |
|                | Michel Carton          | FN             | 1 832        | 21,73        | 2 672       | 29,89       |
|                | Monique Huon           | UMP            | 991          | 11,76        |             |             |
|                | Sébastien Urgu         | PS             | 897          | 10,64        |             |             |
|                | Jean-Claude Brunebarbe | EÉLV           | 682          | 8,09         |             |             |
|                |                        |                |              |              |             |             |
| Inscrits       | Inscrits               | Inscrits       | 23 700       | 100,00       | 23 700      | 100,00      |
| Abstentions    | Abstentions            | Abstentions    | 15 053       | 63,51        | 14 256      | 60,15       |
| Votants        | Votants                | Votants        | 8 647        | 36,49        | 9 444       | 39,85       |
| Blancs et nuls | Blancs et nuls         | Blancs et nuls | 218          | 2,52         | 505         | 5,35        |
| Exprimés       | Exprimés               | Exprimés       | 8 429        | 97,48        | 8 939       | 94,65       |

* sortant

### Canton de Seclin-Nord
| Candidats      | Candidats                 | Étiquette      | Premier tour | Premier tour | Second tour | Second tour |
| Candidats      | Candidats                 | Étiquette      | Voix         | %            | Voix        | %           |
| -------------- | ------------------------- | -------------- | ------------ | ------------ | ----------- | ----------- |
|                | Dany Wattebled*           | MoDem          | 2 946        | 27,53        | 5 785       | 58,25       |
|                | Frédéric Baillot          | PS             | 2 139        | 19,99        | 4 147       | 41,75       |
|                | Bertrand Baron            | FN             | 2 102        | 19,64        |             |             |
|                | Gilles Charpentier        | UMP            | 1 731        | 16,17        |             |             |
|                | Francine Herbaut-Dauptain | EÉLV           | 918          | 8,58         |             |             |
|                | Françoise Dumez           | FG (PCF)       | 866          | 8,09         |             |             |
|                |                           |                |              |              |             |             |
| Inscrits       | Inscrits                  | Inscrits       | 24 781       | 100,00       | 24 765      | 100,00      |
| Abstentions    | Abstentions               | Abstentions    | 13 912       | 56,14        | 14 082      | 56,86       |
| Votants        | Votants                   | Votants        | 10 869       | 43,86        | 10 683      | 43,14       |
| Blancs et nuls | Blancs et nuls            | Blancs et nuls | 167          | 1,54         | 751         | 7,03        |
| Exprimés       | Exprimés                  | Exprimés       | 10 702       | 98,46        | 9 932       | 92,97       |

* sortant

### Canton de Solesmes
| Candidats      | Candidats         | Étiquette      | Premier tour | Premier tour | Second tour | Second tour |
| Candidats      | Candidats         | Étiquette      | Voix         | %            | Voix        | %           |
| -------------- | ----------------- | -------------- | ------------ | ------------ | ----------- | ----------- |
|                | Georges Flamengt* | PS             | 2 820        | 44,25        | 3 456       | 100,00      |
|                | Bruno Leclercq    | FG (PCF)       | 1 223        | 19,19        |             |             |
|                | Pascale Havrez    | FN             | 1 193        | 18,72        |             |             |
|                | Samuel Decaux     | UMP            | 1 137        | 17,84        |             |             |
|                |                   |                |              |              |             |             |
| Inscrits       | Inscrits          | Inscrits       | 12 785       | 100,00       | 12 782      | 100,00      |
| Abstentions    | Abstentions       | Abstentions    | 6 209        | 48,56        | 8 180       | 64,00       |
| Votants        | Votants           | Votants        | 6 576        | 51,44        | 4 602       | 36,00       |
| Blancs et nuls | Blancs et nuls    | Blancs et nuls | 203          | 3,09         | 1 146       | 24,90       |
| Exprimés       | Exprimés          | Exprimés       | 6 373        | 96,91        | 3 456       | 75,10       |

* sortant

### Canton de Solre-le-Château
| Candidats      | Candidats        | Étiquette      | Premier tour | Premier tour | Second tour | Second tour |
| Candidats      | Candidats        | Étiquette      | Voix         | %            | Voix        | %           |
| -------------- | ---------------- | -------------- | ------------ | ------------ | ----------- | ----------- |
|                | Philippe Lety*   | PS             | 1 508        | 50,84        | 1 921       | 69,91       |
|                | Christian Binoit | UMP            | 612          | 20,63        | 827         | 30,09       |
|                | Julien Hendrickx | FN             | 545          | 18,37        |             |             |
|                | Roger Renard     | FG (PCF)       | 301          | 10,15        |             |             |
|                |                  |                |              |              |             |             |
| Inscrits       | Inscrits         | Inscrits       | 6 598        | 100,00       | 6 598       | 100,00      |
| Abstentions    | Abstentions      | Abstentions    | 3 536        | 53,59        | 3 602       | 54,59       |
| Votants        | Votants          | Votants        | 3 062        | 46,41        | 2 996       | 45,41       |
| Blancs et nuls | Blancs et nuls   | Blancs et nuls | 96           | 3,14         | 248         | 8,28        |
| Exprimés       | Exprimés         | Exprimés       | 2 966        | 96,86        | 2 748       | 91,72       |

* sortant

### Canton de Tourcoing-Nord
| Candidats      | Candidats           | Étiquette      | Premier tour | Premier tour | Second tour | Second tour |
| Candidats      | Candidats           | Étiquette      | Voix         | %            | Voix        | %           |
| -------------- | ------------------- | -------------- | ------------ | ------------ | ----------- | ----------- |
|                | Marie Deroo*        | PS             | 4 549        | 29,89        | 8 152       | 53,09       |
|                | Gustave Dassonville | UMP            | 4 147        | 27,25        | 7 202       | 46,91       |
|                | Jean-Richard Sulzer | FN             | 3 962        | 26,03        |             |             |
|                | Hervé Dizy          | EÉLV           | 1 523        | 10,01        |             |             |
|                | Alain Lambré        | FG (PCF)       | 779          | 5,12         |             |             |
|                | Nathalie Willemetz  | GA             | 258          | 1,70         |             |             |
|                |                     |                |              |              |             |             |
| Inscrits       | Inscrits            | Inscrits       | 45 432       | 100,00       | 45 432      | 100,00      |
| Abstentions    | Abstentions         | Abstentions    | 29 825       | 65,65        | 28 840      | 63,48       |
| Votants        | Votants             | Votants        | 15 607       | 34,35        | 16 592      | 36,52       |
| Blancs et nuls | Blancs et nuls      | Blancs et nuls | 389          | 2,49         | 1 238       | 7,46        |
| Exprimés       | Exprimés            | Exprimés       | 15 218       | 97,51        | 15 354      | 92,54       |

* sortant

### Canton de Tourcoing-Nord-Est
| Candidats      | Candidats                | Étiquette      | Premier tour | Premier tour | Second tour | Second tour |
| Candidats      | Candidats                | Étiquette      | Voix         | %            | Voix        | %           |
| -------------- | ------------------------ | -------------- | ------------ | ------------ | ----------- | ----------- |
|                | Vincent Lannoo*          | PS             | 3 032        | 32,74        | 6 415       | 61,59       |
|                | Alexandre Kis            | FN             | 2 329        | 25,15        | 4 001       | 38,41       |
|                | Gérald Darmanin          | UMP            | 2 078        | 22,44        |             |             |
|                | Bernard Despierre        | EÉLV           | 734          | 7,92         |             |             |
|                | Dominique Declercq-Danel | FG (PCF)       | 484          | 5,23         |             |             |
|                | Éric Denoeud             | Trèfle         | 347          | 3,75         |             |             |
|                | Christian Baeckeroot     | PDF            | 258          | 2,79         |             |             |
|                |                          |                |              |              |             |             |
| Inscrits       | Inscrits                 | Inscrits       | 34 958       | 100,00       | 34 958      | 100,00      |
| Abstentions    | Abstentions              | Abstentions    | 25 459       | 72,83        | 23 714      | 67,84       |
| Votants        | Votants                  | Votants        | 9 499        | 27,17        | 11 244      | 32,16       |
| Blancs et nuls | Blancs et nuls           | Blancs et nuls | 237          | 2,49         | 828         | 7,36        |
| Exprimés       | Exprimés                 | Exprimés       | 9 262        | 97,51        | 10 416      | 92,64       |

* sortant

### Canton de Valenciennes-Est
| Candidats      | Candidats            | Étiquette      | Premier tour | Premier tour | Second tour | Second tour |
| Candidats      | Candidats            | Étiquette      | Voix         | %            | Voix        | %           |
| -------------- | -------------------- | -------------- | ------------ | ------------ | ----------- | ----------- |
|                | Fabien Thiémé*       | FG (PCF)       | 5 405        | 40,60        | 8 111       | 62,99       |
|                | Jean-Noël Verfaillie | UMP            | 2 915        | 21,90        | 4 766       | 37,01       |
|                | Geoffrey Seulin      | FN             | 2 552        | 19,17        |             |             |
|                | Rita Cannas          | PS             | 1 298        | 9,75         |             |             |
|                | Benoît Gyselinck     | MoDem          | 380          | 2,85         |             |             |
|                |                      |                |              |              |             |             |
| Inscrits       | Inscrits             | Inscrits       | 35 408       | 100,00       | 35 408      | 100,00      |
| Abstentions    | Abstentions          | Abstentions    | 21 827       | 61,64        | 21 736      | 61,39       |
| Votants        | Votants              | Votants        | 13 581       | 38,36        | 13 672      | 38,61       |
| Blancs et nuls | Blancs et nuls       | Blancs et nuls | 268          | 1,97         | 795         | 5,81        |
| Exprimés       | Exprimés             | Exprimés       | 13 313       | 98,03        | 12 877      | 94,19       |

* sortant

### Canton de Valenciennes-Nord
| Candidats      | Candidats             | Étiquette      | Premier tour | Premier tour | Second tour | Second tour |
| Candidats      | Candidats             | Étiquette      | Voix         | %            | Voix        | %           |
| -------------- | --------------------- | -------------- | ------------ | ------------ | ----------- | ----------- |
|                | Salvatore Castiglione | UMP            | 2 428        | 28,28        | 3 735       | 43,99       |
|                | Jean-Claude Dulieu    | FG (PCF)       | 2 071        | 24,12        | 4 755       | 56,01       |
|                | Guy Cannie            | FN             | 1 708        | 19,90        |             |             |
|                | Jean-Luc Chagnon*     | PS             | 1 706        | 19,87        |             |             |
|                | Patrick Beaudoin      | EÉLV           | 502          | 5,85         |             |             |
|                | Dominique Slabolepszy | EXD            | 170          | 1,98         |             |             |
|                |                       |                |              |              |             |             |
| Inscrits       | Inscrits              | Inscrits       | 22 402       | 100,00       | 22 402      | 100,00      |
| Abstentions    | Abstentions           | Abstentions    | 13 630       | 60,84        | 13 390      | 59,77       |
| Votants        | Votants               | Votants        | 8 772        | 39,16        | 9 012       | 40,23       |
| Blancs et nuls | Blancs et nuls        | Blancs et nuls | 187          | 2,13         | 522         | 5,79        |
| Exprimés       | Exprimés              | Exprimés       | 8 585        | 97,87        | 8 490       | 94,21       |

* sortant

### Canton de Villeneuve-d'Ascq-Nord
| Candidats      | Candidats          | Étiquette      | Premier tour | Premier tour | Second tour | Second tour |
| Candidats      | Candidats          | Étiquette      | Voix         | %            | Voix        | %           |
| -------------- | ------------------ | -------------- | ------------ | ------------ | ----------- | ----------- |
|                | Didier Manier*     | PS             | 2 560        | 35,65        | 5 686       | 73,56       |
|                | François de Weppes | FN             | 1 435        | 19,98        | 2 044       | 26,44       |
|                | Malik Ifri         | EÉLV           | 1 096        | 15,26        |             |             |
|                | Florence Bariseau  | UMP            | 962          | 13,40        |             |             |
|                | Roland Diagne      | FG (PCF)       | 577          | 8,04         |             |             |
|                | Christian Carnois  | MoDem          | 551          | 7,67         |             |             |
|                |                    |                |              |              |             |             |
| Inscrits       | Inscrits           | Inscrits       | 20 162       | 100,00       | 20 162      | 100,00      |
| Abstentions    | Abstentions        | Abstentions    | 12 849       | 63,73        | 11 896      | 59,00       |
| Votants        | Votants            | Votants        | 7 313        | 36,27        | 8 266       | 41,00       |
| Blancs et nuls | Blancs et nuls     | Blancs et nuls | 132          | 1,81         | 536         | 6,48        |
| Exprimés       | Exprimés           | Exprimés       | 7 181        | 98,19        | 7 730       | 93,52       |

* sortant

### Canton de Wormhout
| Candidats      | Candidats        | Étiquette      | Premier tour | Premier tour |
| Candidats      | Candidats        | Étiquette      | Voix         | %            |
| -------------- | ---------------- | -------------- | ------------ | ------------ |
|                | Patrick Valois * | UMP            | 3 861        | 61,19        |
|                | Laurent Denys    | MRC            | 964          | 15,28        |
|                | Danièle Veignie  | FG (PCF)       | 152          | 2,41         |
|                |                  |                |              |              |
| Inscrits       | Inscrits         | Inscrits       | 12 148       | 100,00       |
| Abstentions    | Abstentions      | Abstentions    | 5 672        | 46,69        |
| Votants        | Votants          | Votants        | 6 476        | 53,31        |
| Blancs et nuls | Blancs et nuls   | Blancs et nuls | 166          | 2,56         |
| Exprimés       | Exprimés         | Exprimés       | 6 310        | 97,44        |

* sortant